# Semiothisa brunnescens
Semiothisa brunnescens är en fjärilsart som beskrevs av Barend J. Lempke 1970. Semiothisa brunnescens ingår i släktet Semiothisa och familjen mätare. Inga underarter finns listade i Catalogue of Life.